# Usia taeniolata
Usia taeniolata är en tvåvingeart som beskrevs av Costa 1883. Usia taeniolata ingår i släktet Usia och familjen svävflugor. Inga underarter finns listade i Catalogue of Life.